# Birgit Dieker
Birgit Dieker (* 1969 in Gescher/Münsterland) ist eine deutsche bildende Künstlerin mit dem Schwerpunkt Bildhauerei.

## Leben und Werdegang
Birgit Dieker studierte Germanistik an der Technischen Universität Berlin und Kunsterziehung an der Hochschule der Künste Berlin. Ihr Studium der Bildhauerei schloss sie als Meisterschülerin bei Michael Schoenholtz ab. Sie erhielt zahlreiche Preise und Stipendien. Ihre Kunstwerke wurden in nationalen und internationalen Einzel- und Gruppenausstellungen präsentiert. Dieker lebt und arbeitet in Berlin, sie ist Mutter einer Tochter.

## Werk
„Technische Perfektion, sinnliche Materialität und kompositorische Ausgewogenheit“ zeichnen das überwiegend skulpturale Werk von Birgit Dieker aus, so Ellen Heider in ihrem Aufsatz „Die Autopsie des Schönen“. Diekers Aufmerksamkeit richtet sich vor allem auf den menschlichen Körper. Für ihre Arbeit verwendet die Bildhauerin zum einen dem menschlichen Körper nahe Materialien, wie Textilien, Leder, Haare oder Zähne und zum anderen Materialien wie Wachs, Acrystal, Bitumen oder Gegenstände des Alltags wie Klempnerrohre, Geweihe, Motorradanzüge, Bojen, Rettungsringe, Taue oder Schaufensterpuppen. Damit deckt Dieker ein breites Spektrum an künstlerischen Techniken und Materialien ab. Bei ihrer Arbeit setzt sie entweder ganze Körper oder einzelne Gliedmaßen und Organe davon in ein Spannungsfeld zwischen biologischer Bestimmung und gesellschaftlicher Prägung. Sie bezieht dabei medizinische, psychologische, anthropologische und kulturwissenschaftliche Aspekte ein.
„Ihre Skulpturen zeugen von einer schonungslosen Auseinandersetzung mit dem menschlichen Körper, den sie in seine Einzelteile zerlegt, verfremdet oder metamorphisiert.“ Für ihre „fragmentierten Figuren oder Organe“ greift sie seit 2006 auch auf gebrauchte Kleidungsstücke und Stoffe zurück. Diese verarbeitet sie zu Köpfen, Büsten und überlebensgroßen Figuren. Durch die selbstverständliche, alltägliche Körperbezogenheit dieses Materials mit seinen Gebrauchsspuren, durch seine charakteristische Stofflichkeit, seine Muster und seine Qualitäten hat es schon von sich aus ein stark assoziatives Potential.
Bei Dieker wird Kleidung als „zweite Haut“ zu einer „Grenzmetapher“ zwischen Innen und Außen, menschlicher Individualität und Welt, äußerer Form und innerem Zustand. In vielen dieser Werke bricht Dieker die Körper geradezu auf. Sie verfolgt damit das Ziel, deren „Identität“ auf den Grund zu gehen. Arbeiten wie diese baut sie in aufwendiger Feinarbeit aus unzähligen dünnen Stofflagen auf, die sie sorgfältig miteinander vernäht, bis das gewünschte Volumen erreicht ist. Im Anschluss daran legt sie mit Messer und Schere das Innere der Figur frei. Sorgfältig gesetzte, tiefe Einschnitte, Löcher und Abschälungen zeigen die gewachsene Struktur. Auf diese Weise macht sie psychische Abgründe sichtbar. Sie sieht darin „die Suche nach einem Selbst, das unter den vielen Schichten von Erfahrungen und Geschichten verhüllt ist, eine Art ‚Herausschälung‘“. In ihrer Arbeit bezieht Dieker sich unter anderem auf Sylvia Plath.

## Preise und Auszeichnungen (Auswahl)
- 1993: Central Saint Martins College of Art and Design, London, Austauschprogramm mit der HdK Berlin
- 1997: Stipendium des Cusanuswerk, Bonn
- 1999: Georg-Meistermann-Stipendium, Bonn
- 2002: Preis der Ilse-Augustin-Stiftung zur Förderung bildender Künstler
- 2008: Arbeitsstipendium der Senatsverwaltung für Wissenschaft, Forschung und Kultur, Berlin
- 2013: Kunstpreis Berlin, verliehen von der Akademie der Künste im Auftrag des Landes Berlin

## Ausstellungen (Auswahl)

### Einzelausstellungen
- 2003: Stoffwechsel, Kunstverein Wolfenbüttel
- 2003: Blutsbande, Märkisches Museum, Berlin
- 2005: Glück Auf, Galerie Volker Diehl, Berlin
- 2006: Headhunting, AMT Gallery, Como
- 2012: Dura Mater, Stadtgalerie Saarbrücken
- 2012: The Big Striptease, Kunstverein Friedrichshafen
- 2013: Derma, Kunstverein Münsterland e.V., Coesfeld
- 2014: Überwintern, Galerie Laden Fuer Nichts, Leipzig[4]
- 2017: hell und heil, mit Alex Tennigkeit, Alexander Ochs private, Berlin
- 2019: All My Pretty Ones, Galerie Laden Fuer Nichts, Leipzig[5]
- 2022: One For Sorrow, Two For Joy, Künstlerhaus Bethanien, Berlin[6]
- 2023: Housewarming, Mönchehaus Museum Goslar

### Gruppenausstellungen (Auswahl)
- 2003–2004: Corporal Identity – Körpersprache, 9. Triennale für Form und Inhalte, u. a. Museum Angewandte Kunst Frankfurt; Klingspor-Museum Offenbach; Museum of  Arts and Design, New York
- 2004: Hair, The Tang Teaching Museum, Skidmore College, Saratoga Springs, New York
- 2006: Diagnose Kunst – Die Medizin im Spiegel der zeitgenössischen Kunst Kunstmuseum Ahlen; Museum im Kulturspeicher, Würzburg

- 2007: Die Macht des Dinglichen – Skulptur heute, Georg Kolbe Museum, Berlin
- 2008: Facetten der Moderne. Das Menschenbild im Wandel, Staatliche Kunstsammlungen Dresden
- 2009–2012: Niet Normaal – Difference on Display, Diversity in Art, Science & Society, Beurs van Berlage, Amsterdam, Kleisthaus, Berlin, The Bluecoat, Liverpool

- 2011: KunstKörperlich KörperKünstlich – bodies, Kunsthalle Osnabrück
- 2012: Leidenschaften – Ein Drama in fünf Akten, Deutsches Hygienemuseum, Dresden
- 2013: Handarbeit – Material und Symbolik, Museum Kunst der Westküste, Alkersum/Föhr; Kunst & Textil, Kunstmuseum Wolfsburg
- 2014: The Future of Fashion is now, Museum Boijmans van Beuningen, Rotterdam
- 2015: Under the skin, TextielMuseum, Tilburg
- 2016: Böse Clowns_reloaded, Kunstpalais Erlangen
- 2018: Gewalt und Geschlecht, Militärhistorisches Museum, Dresden[7]
- 2019: INSIDE – OUT. Konstruktionen des Ichs, Kunstmuseum Wolfsburg
- 2019: Auf Herz und Nieren, Museum Villa Rot, Burgrieden[8]
- 2020: IN ALLER MUNDE – Von Pieter Bruegel bis Cindy Sherman, Kunstmuseum Wolfsburg[9]
- 2022: Das Gehirn. In Kunst & Wissenschaft, Bundeskunsthalle, Bonn

- 2022: Empowerment. Kunst und Feminismen, Kunstmuseum Wolfsburg

## Sammlungen
- Skulpturensammlung, Staatliche Kunstsammlungen Dresden[10]
- Museum der bildenden Künste, Leipzig[11]

## Ausstellungskataloge (Auswahl)
- Birgit Dieker. garde-robe, mit einem Essay von Eckart Britsch. Ausstellungskatalog. Berlin 1999. ISBN 3-00-005269-0.
- Birgit Dieker, DERMA. Ausstellungskatalog zu The Big Striptease. Distanz-Verlag, Berlin 2012. ISBN 978-3-95476-001-5.
- Birgit Dieker. Kardio. Ausstellungskatalog. Junge Kunst e.V. Wolfsburg, Galerie Volker Diehl, Berlin, 2002. ISBN 3-00-009858-5.
- 6UL – Lust und Begehren in Kunst und Design. Ausstellungskatalog. Hrsg. GRASSI Museum für Angewandte Kunst, Leipzig. DCV, Berlin 2020, ISBN 978-3-96912-015-6.
- In aller Munde – Das Orale in Kunst und Kultur. Ausstellungskatalog. Hrsg.: Uta Ruhkamp, Kunstmuseum Wolfsburg, Hatje Cantz Verlag, Berlin 2020, ISBN 978-3-7757-4799-8.
- Empowerment. Kunst und Feminismen. Ausstellungskatalog. Hrsg.: Andreas Beitin, Katharina Koch, Uta Ruhkamp, Kunstmuseum Wolfsburg, Verlag_ Bundeszentrale für politische Bildung, Bonn 2022, ISBN 978-3-8389-7233-6.